# أنطونيوس فان دن بروك
أنطونيوس يوهانس فان دين بروك (4 مايو 1870، زوترمير - 25 أكتوبر 1926، بيلتهوفن) عالم فيزيائي هولندي، اشتهر لكونه أول من أدرك أن العدد الذري لعنصر ما في الجدول الدوري يتوافق مع شحنة نواة الذرة لذلك العنصر. نُشرت هذه الفرضية في عام 1911 وألهمت العالم هنري موسلي الذي وجد أدلة تجريبية جيدة لأثباتها بحلول عام 1913.

## حياته
كان فان دن بروك ابن كاتب عدل في القانون المدني وتدرب بنفسه ليكون محامياً. درس في جامعة ليدن وفي جامعة السوربون في باريس وحصل على إجازة في عام 1895 في لايدن. من 1895 إلى 1900 عمل في مكتب محاماة في لاهاي، ثم درس الاقتصاد الرياضي في فيينا وبرلين . ومع ذلك ومنذ عام 1903، كان اهتمامه الرئيسي هو الفيزياء. عاش معظم الوقت بين في فرنسا وألمانيا (من عام 1903-1911). كتب معظم أوراقه العلمية بين عامي 1913 و 1916 أثناء إقامته في جورسيل. تزوج من إليزابيث مارغريتا موف عام 1906 وأنجب منها خمسة أطفال.
1. 1 2  Antonius Johannes van den Broek، QID:Q1868372